# Medetera maura
Medetera maura är en tvåvingeart som beskrevs av Wheeler 1899. Medetera maura ingår i släktet Medetera och familjen styltflugor. Inga underarter finns listade i Catalogue of Life.